# Guillaume de Hamal
Pour les articles homonymes, voir Hamal.

Guillaume de Hamal (selon Gelre)

Guillaume de Hamal, seigneur d'Elderen († 1400), épouse Catherine de Corswarem, dame de Warfusée. Issue d’une grande famille liégeoise, qui se prétendait comme les Hamal de la race des comtes de Looz, Catherine de Corswarem apporta aux Hamal ses droits sur la seigneurie légendaire de Warfusée, terre considérable. Les Hamal sont riches et illustres et l'origine de leur famille se perd dans la nuit des temps.

## Généalogie
Son fils est le baron Arnould de Hamal († 1456) qui épouse Anne, dame héritière de Trazegnies et de Silly, fille de Anselme Ier et de Mahaut de Lalaing.
Son second petit-fils est,
Anselme II († 1490), sire de Trazegnies et de Silly, qui épousa le 12 février 1435, Marie d'Armuyden, et qui continue la filiation de la Maison de Trazegnies.

## Armes
de Hamal : de gueules, à la fasce de cinq fusées d'argent.